# Barcinek (Basse-Silésie)
Pour les articles homonymes, voir Barcinek.
Barcinek (allemand: Berthelsdorf) est une localité polonaise de la gmina de Stara Kamienica, située dans le powiat de Jelenia Góra en voïvodie de Basse-Silésie.